# 原大墩街王宅
原大墩街王宅是一棟位於臺中市中區的日治大正時期大型磚造合院建築。該建物在2016年1月5日以「中區第一任街長宅第」名義登錄為歷史建築，後於2021年11月23日修改登錄名稱為「原大墩街王宅」。

## 簡介
原大墩街王宅是日治時期臺中辨務署第一區街庄長王田所興建的私人宅第。該建物之格局形式為一進二護龍之合院建築，外觀為洗石子石柱，內有抬樑式木構架及飾有洗、磨石子之磚牆表面。其所在地區舊名「大墩街」。

## 創建者
王田出身於彰化地區，為當時臺中地區具聲望之人士，其祖先來自福建漳州詔安王氏家族。王田於明治三十一年（1898年）以後出任臺中辨務署第一區（藍興堡內）街長，並於明治三十三年（1900年）續任改名後的東大墩區街長。